# Рачунарска социологија
Рачунарска социологија је огранак социологије који користи рачунски интензивне методе за анализу друштвених феномена. Користећи рачунарске симулације, вештачку интелигенцију, сложене статистичке методе и аналитичке приступе као што су анализе социјалне мреже, социологија прорачунски развија теорије комплексних друштвених процеса кроз моделирање социјалних интеракција.
То укључује разумевање друштвених актера, интеракцију између тих актера, као и утицај ових интеракција на друштвени агрегат. Иако се предмети изучавања и методологије разликују у друштвеним наукама и у природним наукама или компјутерским наукама, неколико од приступа који се користе у савременој друштвеној симулацији потичу из области као што су физика и вештачка интелигенција. Неки од приступа који су настали у овој области су увезени у природне науке, као што су мере мреже централитета из области социјалне анализе мрежа и мрежа науке.
У релевантној литератури, рачунарска социологија се често повезује са студијама социјалне комплексности. Социјални комплексни концепти као што су комплексни системи, нелинеарне интерконекције између макро и микропроцеса и појаве, ушли су у вокабулар рачунарске социологије. Практични и добро познати пример је изградња математичког модела у облику "вештачког друштва" којим истраживачи могу да анализирају структуру друштвеног система.

## Историја

### Теорија система и структурални функционализам
У послератном периоду,диференцијални анализатор Ваневара Буша, ћелијски робот Џона фон Нојманаа , кибернетика Норберта Винера и информациона теорија Клода Шенона постале су утицајне парадигме за моделирање и разумевање комплексности у техничким системима. Као одговор, научници у дисциплинама као што су физика, биологија, електроника и економија, почели су да артикулишу општу теорију система у коме су природа и физички феномени манифестације међусобно повезаних елемената у систему који има заједничке обрасце и својства. Пратећи Емил Диркемов позив да се анализира сложено модерно друштво, послератни структурни функционалистички социолози као што је Талкот Парсонс, заступају ове теорије систематичне и хијерархијске интеракције између конститутивних елемената да би покушали да генеришу велике уједињене социолошке теорије, као што је Агил парадигма. Социолози попут Џорџа Хоманса су тврдили да би требало да социолошке теорије буду формализоване у хијерархијске структуре предлога и да би требало да прецизирају терминологију из којих други предлози и хипотезе могу бити изведене и операционализоване у емпиријским студијама. Зато што су компјутерски алгоритми и програми коришћени још од 1956. за тестирање и проверу математичких теорема, као што је теорија четири боја, социолози и системи динамика су наслутили да се слични рачунарски приступи могу "решити" и "доказати", аналогно формализованим проблемима и теоремама друштвених структура и динамике.

### Микросимулација и макросимулација
До касних 1960-их и раних 1970-их, друштвени научници користе све доступне технологије рачунања за вршење макро-симулација контроле и повратних информација глобалног становништва, организација, индустрија и градова. Ови модели су користили диференцијалне једначине за предвиђање расподеле становништва као холистичке функције других систематских фактора као што су контроле инвентара, градски саобраћај, миграције и преношења болести. Иако су симулације социјалних система добиле значајну пажњу средином 1970-их, након што је римски клуб објавио извештаје предвиђања глобалне катастрофе животне средине засноване на предвиђањима светских симулација економије, закључци су привремено дискредитовали поље које се рађа, показујући у којој су мери резултати модела веома осетљиви на специфичне квантитативне претпоставке (потпомогнуте са мало доказа, у случају Римског клуба). Као резултат повећања скептицизма о запошљавању рачунарских алатки да би се остварила предвиђања о макро-нивоу социјалног и економског понашања , друштвени научници су преусмерили своју пажњу ка микросимулационим моделима да би прогнозирали и проучавали ефекте политике од стране моделирања нагомиланих промена стања ентитета на индивидуалном нивоу уместо промене у дистрибуцији на нивоу популације. Међутим, ови микросимулациони модели не дозвољавају појединцима да комуницирају или да се прилагоде и нису намењени за основна теоријска истраживања.

### Ћелијски робот и агент-моделовање
Такође види: Целуларни аутомат
За време 1970-их и 1980-их физичари и математичари су такође покушавали да моделирају и анализирају како једноставне саставне јединице, као што су атоми, могу довести до глобалних особина, као што су комплексне особине на ниским температурама, у магнетним материјалима и у турбулентним токовима. Користећи мобилне аутомате, научници су успели да наведу системе који се састоје од мреже ћелија у којима свака ћелија само окупира неке коначне државе и промене међу државама су искључиво управљане од стране држава, непосредних суседа. Заједно са напретком вештачке интелигенције и микрорачунарске моћи , те методе су допринеле развоју "теорије хаоса" и "теорије комплексности ", које су заузврат , обновиле интересовање за разумевање комплексних физичких и социјалних система широм дисциплинских граница . Истраживачке организације, које су експлицитно посвећене интердисциплинарном проучавању сложености су основане у овој ери : Институт Санта Фе је основан 1984. године од стране научника са седиштем у Националној лабораторији Лос Аламос и БАХ групе на Универзитету Мичиген (такође почела средином 1980-их) .
Ова 'ћелијски-аутомати' парадигма је довеле до трећег таласа социјалне симулације, истичући агента на бази моделирања. Као микросимулацију, ови модели усвојили су четири кључне претпоставке да би се одступило од микросимулације: аутономија, међузависност, једноставна правила, и адаптивно понашање. Године 1981, математичар и политиколог Роберт Акселрод и еволуциони биолог В. Д. Хамилтон су објавили велики рад у науци под називом "Еволуција сарадње", која је користила моделовани приступ бази агената да покаже како се социјална сарадња заснива и како се може успоставити и стабилизовати у Затворениковој дилеми игре, када су агенти пратили једноставна правила сопственог интереса. Акселрод и Хамилтон су показали да поједини агенти следећи једноставан скуп правила: (1) сарађују на првом прелазу ;(2) након тога понове претходну акцију да би партнери били у стању да развију "норме" сарадње и санкционисања у одсуству канонских социолошких конструкција као рецимо демографију, вредности, религије, културу.
Године 1999, Најџел Гилберт је објавио први уџбеник о социјалној симулацији, симулација за социјалне научнике је утврђено најрелевантнији часопис: Часопис вештачког друштва и друштвених симулација.

### Претрага података и анализе социјалних мрежа
Такође види: Анализа података и Социјална анализа мрежа
Независно од развијања рачунарских модела у социјалним системима, анализе социјалних мрежа су се појавиле у 1970-им и 1980-им са напретком у теорији графофа, статистике и студија социјалне структуре. Као нови аналитички метод је био артикулисан и запошљавао је социологе као што су Џејмс С. Колеман, Харисон Вајт, Линтон Фримен, Ј. Клајд Мичел, Марк Грановетер, Роналд Барт и Бери Велман. Све већа укорењеност рачунарских и телекомуникационих технологија током 1980-их и 1990-их је тражила аналитичке технике, као што су анализа мреже и више нивоа моделирања, да би се прилагодили готово сви комплексни и велики скупови података. Најновији талас рачунарске социологије, пре употреба симулације, користи анализу мреже и напредне статистичке технике за анализу велике компјутерске базе података електронских пуномоћника са подацима о понашању. Електронске евиденције , као што су е-маил, инстант поруке евиденције , хипервезе на Ворлд Вајд Веб-у , употреба мобилних телефона и дискусије о Усенет-у (подмрежа на Интернету) дозвољавају друштвеним научницима да директно посматрају и анализирају друштвено понашање из више тачака у времену и из више нивоа анализе , без ограничења традиционалне емпиријске методе као што су интервјуи , учесници посматрања , или анкете. Наставак побољшања у алгоритмима машинског учења, такође има дозволу социолога и привредника да користи технике да идентификује латентне и смислене обрасце друштвене интеракције и еволуције у великим скуповима електронских података.
Аутоматска анализа текстуалних кодекса је омогућила извлачење актера и њихових односних мрежа на огромној скали, претварајући текстуалне податке у мреже података. Настале мреже, које могу да садрже хиљаде чворова су затим анализиране помоћу алата из мрежне теорије да би идентификовале кључне актере, кључне заједнице или странке и опште карактеристике као што су робусност или структурне стабилности укупне мреже или централности одређених чворова.

### Рачунарска анализа садржаја
Анализа садржаја је традиционални део друштвених наука и медијских студија већ дуго времена. Аутоматизација анализе садржаја је дозвољена револуцијом "велики подаци", да би се одржали у тој области, са студијама у друштвеним медијима и садржаја новина које укључују милионе вести. Пол, пристрасност, читљивост, садржај, сличност, склоности читача, па чак и расположење су анализирани на основу текста рударских метода преко милион докумената. Анализа видљивости, родна питања и теме пристрасности су помогле у показивању како различите теме имају различите родне предрасуде и нивое видљивости. Могућност да детектује промене расположења у огромној популацији анализирајући Твитер садржај се показала одлична.
У 2008. години, Јукихико Јошида је урадио студију под називом "Лени Рефеншал и немачки експресионизам: истраживања у визуелној култури студија, користећи трансдисциплинске семантичке просторе специјализованих речника." Студија је база података слика означених са конотацијским и денотацијским кључним речима и имао је снимке истог квалитета као и снимке "дегенерације" у наслову изложбе, "дегенерик уметности" у Немачкој у 1937.

## Часописи и академске публикације
Најважнији часопис ове дисциплине је "Часопис вештачких друштава и друштвених симулација."
- Часопис сложеног истраживања

## Удружења, конференције и радионице
- Северно Америчко удружење за рачунарске социјалне и организационе науке
- ЕССА: Европско удружење социјалне симулације

## Такође види
- Вештачка интелигенција
- Симулација реалности
- Социјална симулација
- Рачунарска економија
- Социјална комплексност

 Agent-based models are less concerned with predictive accuracy and instead emphasize theoretical development.